# Traité de Stolbovo
Le traité de Stolbovo, signé le 27 février 1617, est un traité qui mit fin à la guerre d'Ingrie (1610-1617) entre la Suède et la Russie après l'échec du siège de Pskov par les Suédois.

## Négociations
Les finances de l'état au plus mal et minée par des troubles internes, la Russie doit faire face sur son territoire aux armées polonaise et suédoise, perdant des querelles contre ces derniers. Elle n'est pas en position de force au moment d'aborder les négociations auxquelles participent en tant que médiateur des Anglais et des Hollandais. On offre mille florins aux ambassadeurs russes à Amsterdam tant leur indigence est grande.

## Clauses
Parmi les clauses du traité, Michel Ier de Russie cède à la Suède les provinces d'Ingrie et de Kexholm, ainsi que la forteresse de Nöteborg (Chlisselbourg). Il renonce à toute prétention sur l'Estonie et la Livonie et paie une indemnité de guerre. En contrepartie, Gustave II Adolphe de Suède rend Novgorod, Staraïa Ladoga, Gdov et reconnaît Michel comme tsar de Russie.

## Conséquences
La Russie se voit privée d'accès à la mer Baltique pendant environ un siècle, malgré ses efforts constants pour renverser la situation. De son côté Gustave II Adolphe de Suède, jeune monarque poursuit le début de son ascension et le développement d'une des armées pouvant être considérée  comme la meilleure de l'Europe de l'époque.